# Xenotachina pallida
Xenotachina pallida är en tvåvingeart som beskrevs av Malloch 1921. Xenotachina pallida ingår i släktet Xenotachina och familjen husflugor. Inga underarter finns listade i Catalogue of Life.